# Kaninlandet (naturreservat)
Kaninlandet är ett kommunalt naturreservat i Lunds kommun i Skåne län.
Området är naturskyddat sedan 2018 och är 8 hektar stort. Reservatet består sandmarker som inte längre brukas.